# Zapust (województwo wielkopolskie)
Zapust – niewielka wieś w Polsce położona w województwie wielkopolskim, w powiecie szamotulskim, w gminie Ostroróg, w odległości około 2 kilometrów na południe od Ostroroga. W latach 1975–1998 miejscowość administracyjnie należała do województwa poznańskiego. Wieś zamieszkuje około 120 osób. 
Pierwsza wzmianka o miejscowości pochodzi z końca XVI wieku. Od XVIII wieku należała do Kwileckich. 
We wsi znajdują się:
- świetlica wiejska;
- dwie grupy modrzewi: I grupa modrzewi przy drodze do Koźla - 18 drzew o przeciętnej wysokości ponad 20 metrów i obwodzie od ok. 90 cm do ok. 200 cm; II grupa modrzewi przy skrzyżowaniu dróg do Wielonka, Otorowa i Koźla - 15 drzew o przeciętnej wysokości ponad 20 metrów i obwodzie od ok. 120 cm do ponad 220 cm;
- grupa dębów szypułkowych - grupa drzew położona na terenie leśniczówki Wielonek - w tym 3 drzewa o obwodzie ponad 300 cm i jedno o obwodzie ponad 400 cm;
- ponadto dwie kapliczki Matki Boskiej;
- krzyż przydrożny wraz z kapliczką Św. Huberta, na pamiątkę wyrośnięcia siedmiu odnów dębu z jednego pnia (do dziś zachowało się określenie kapliczka przy siedmiu dębach).[3][4][5][6]

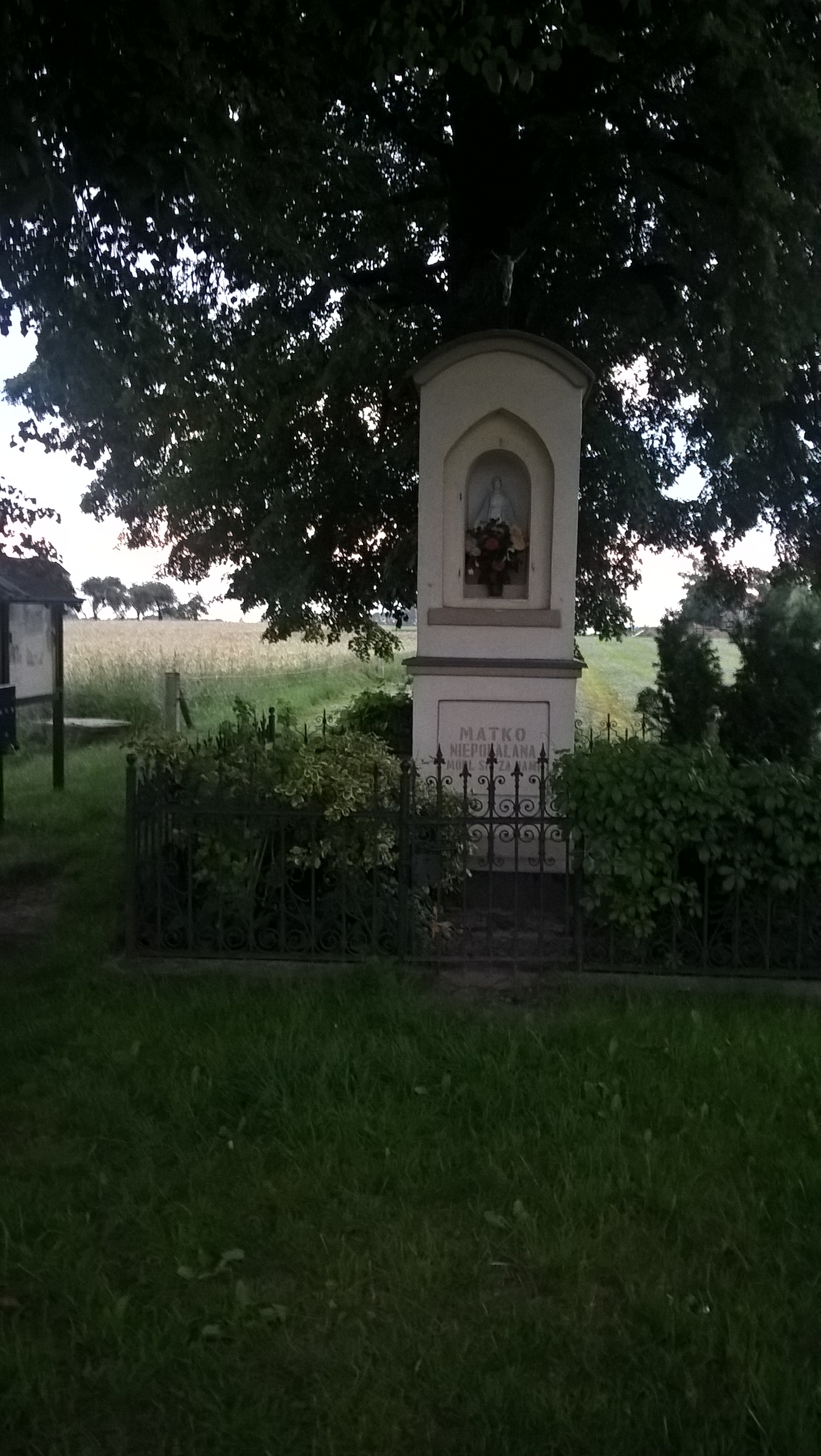
Zapust - kapliczka w centrum wsi

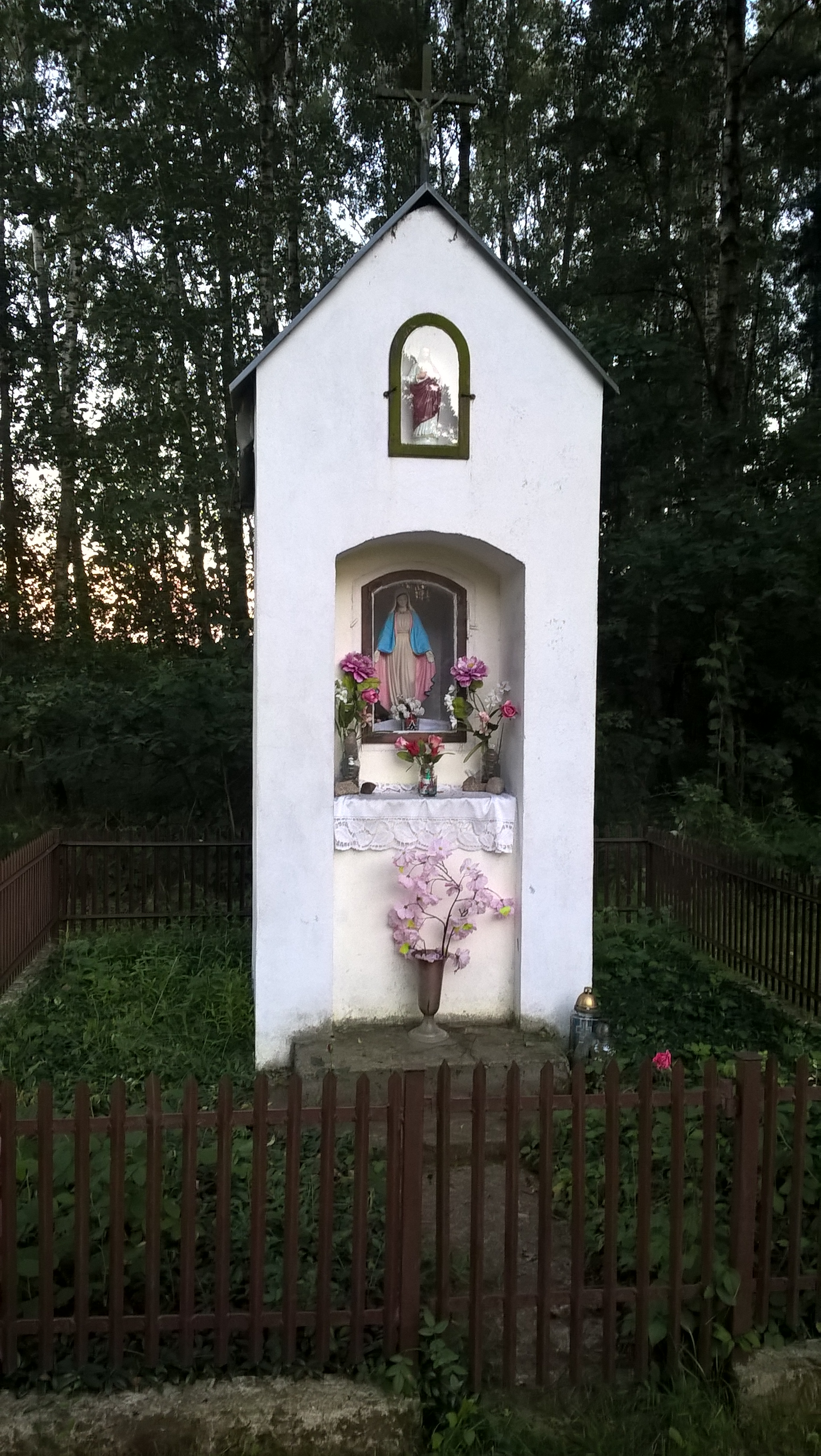
Zapust - kapliczka przy lesie na skrzyżowaniu dróg do Koźla, Otorowa i Wielonka

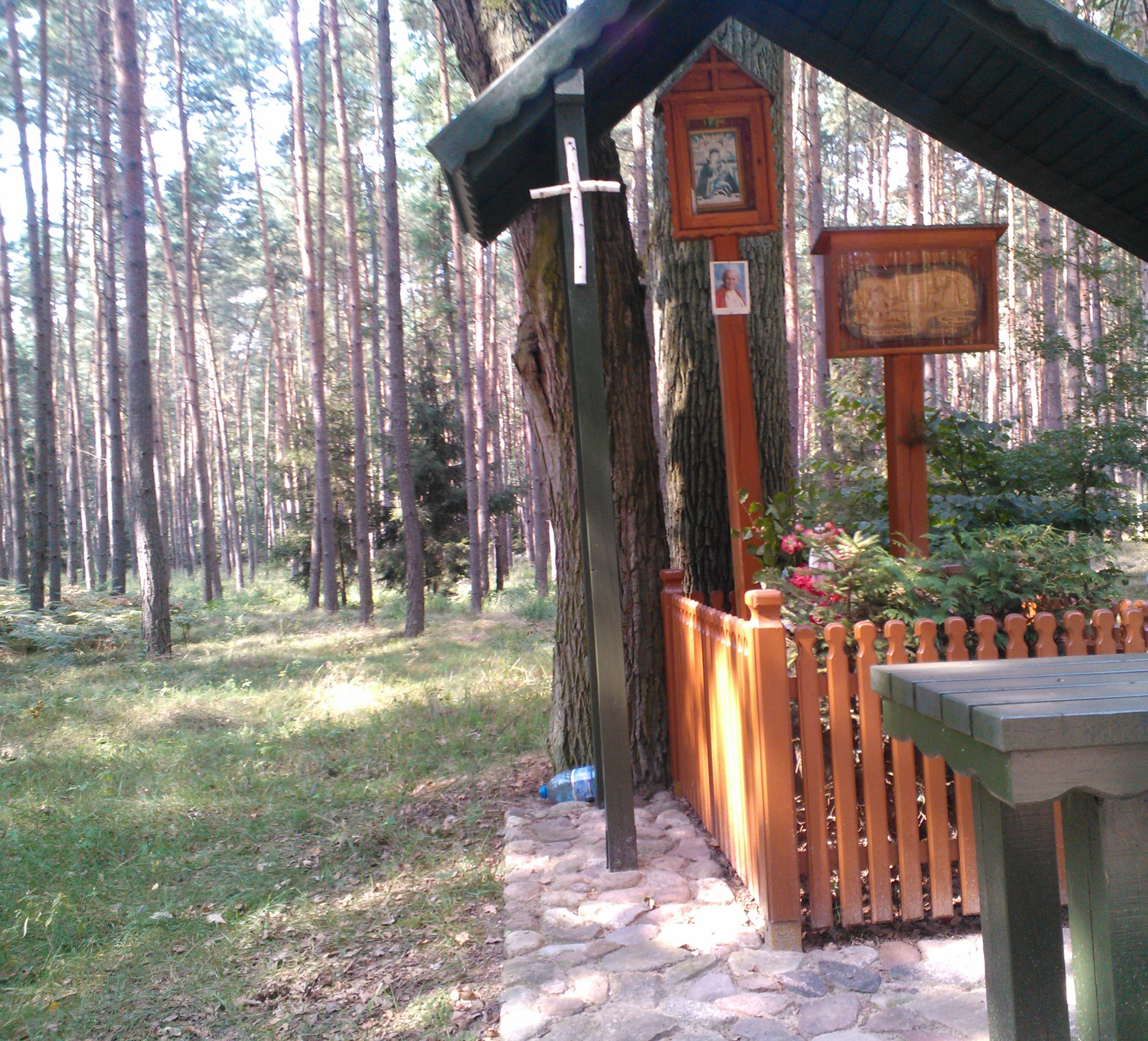
Kapliczka Św Huberta.